# Mormonia lacrymosa
Mormonia lacrymosa là một loài bướm đêm trong họ Noctuidae.